# Шнедерлен, Морган
Морга́н Ферна́н Жера́р Шнедерле́н (фр. Morgan Fernand Gérard Schneiderlin; французское произношение [mɔʁgan ʃnedəʁlin]; родился 8 ноября 1989 года в Оберне, Эльзас) — французский футболист, полузащитник.
Морган начал карьеру в академии французского «Страсбура», за который выступал до 2008 года. Впоследствии играл за английский клуб «Саутгемптон», в котором провёл 7 сезонов. В июле 2015 года перешёл в «Манчестер Юнайтед» за £25 млн. В январе 2017 года перешёл в «Эвертон» за £20 млн.
Выступал за сборные Франции всех возрастов, начиная со сборной до 16 лет. В 2014 году дебютировал за первую сборную Франции и сыграл на чемпионате мира.

## Клубная карьера

### «Страсбур»
Шнедерлен перешёл в юношескую академию «Страсбура» в 1995 году. Через десять лет обучения в академии подписал с клубом профессиональный контракт в 2005 году, а год спустя дебютировал во второй команде. В 2006 году дебютировал в основном составе. В сезоне 2007/08 «Страсбур» вылетел из высшего дивизиона чемпионата Франции, и после окончания сезона Морган был продан в английский «Саутгемптон».

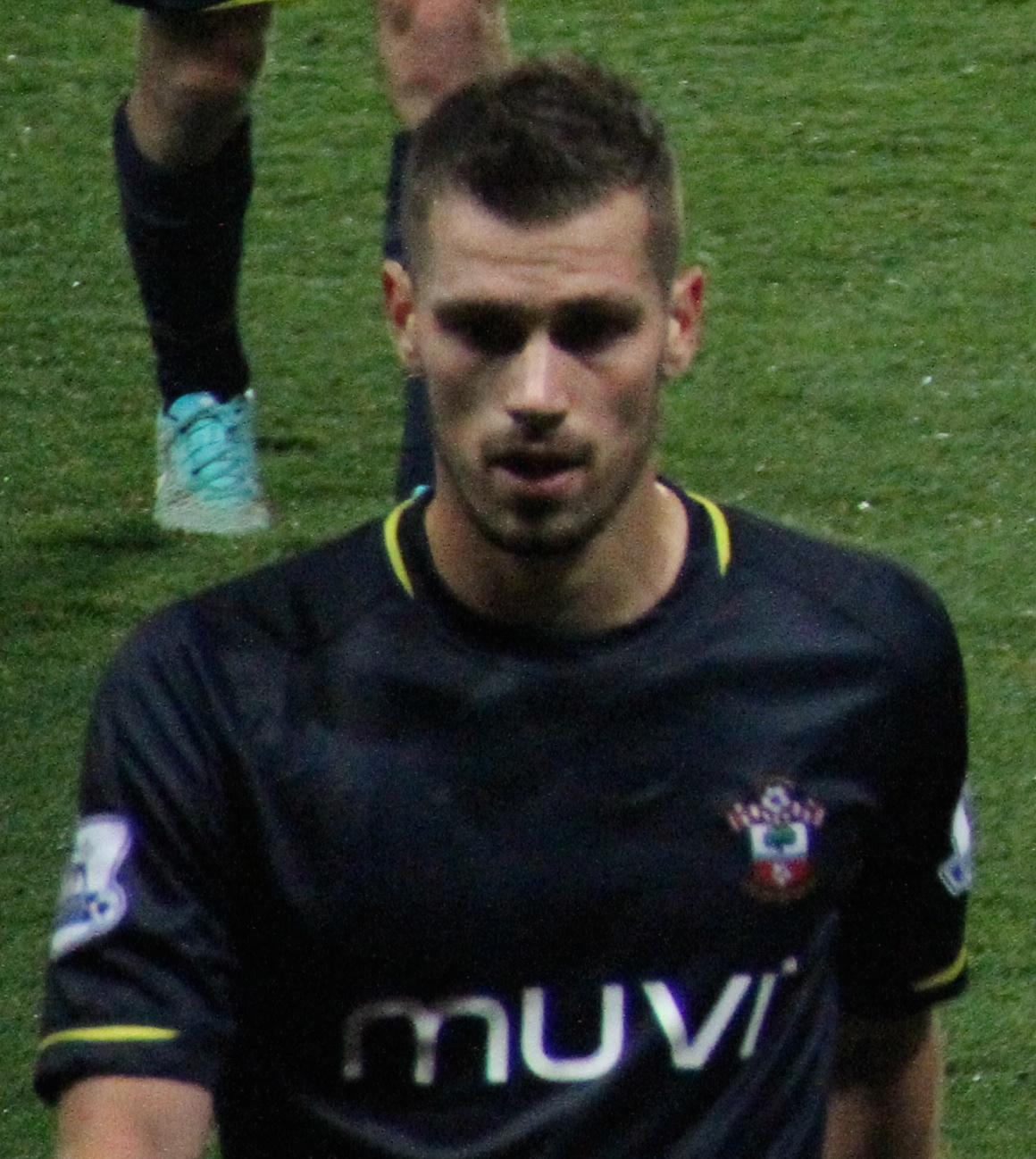
Шнедерлен в составе «Саутгемптона»

### «Саутгемптон»
27 июня 2008 года Шнедерлен перешёл в «Саутгемптон», подписав с клубом четырёхлетний контракт. Сумма трансфера составила £1,2 млн. Морган также получил предложение от «Портсмута», но предпочёл «Саутгемптон», так как посчитал, что получит там больше игрового времени. Его дебют в составе английского клуба состоялся 9 августа 2008 года в матче Чемпионшипа против «Кардифф Сити».
Свой первый гол за «святых» французский полузащитник забил 13 апреля 2010 года в игре против «Бристоль Роверс», которая завершилась победой «Саутгемптона» со счётом 5:1.
19 августа 2011 года Шнедерлен подписал новый контракт с «Саутгемптоном» до лета 2014 года.
После выхода «Саутгемптона» в Премьер-лигу по итогам сезона 2011/12 француз сохранил своё место в основном составе, отыграв все 90 минут в матче первого тура против «Манчестер Сити». 2 сентября 2012 года Морган забил гол в ворота «Манчестер Юнайтед» и вывел свою команду вперёд со счётом 2:1, однако «красные дьяволы» вырвали победу в этом матче благодаря хет-трику Робина ван Перси. 10 ноября Шнедерлен забил гол в домашнем матче против «Суонси Сити».
16 января 2013 года Шнедерлен был капитаном «Саутгемптона» в захватывающем матче против «Челси» на «Стэмфорд Бридж», который завершился со счётом 2:2.
25 февраля 2013 года Морган Шнедерлен подписал с «Саутгемптоном» новый контракт до 2017 года.
По окончании сезона 2012/13 журнал FourFourTwo признал Шнедерлена лучшим опорным полузащитником Премьер-лиги по статистическим показателям (наибольшее число перехватов — 139 и наибольшее число отборов мяча — 146). Он также был признан игроком года в «Саутгемптоне» как по версии игроков, как и по версии болельщиков клуба.
30 августа 2014 года Шнедерлен забил два гола в ворота «Вест Хэм Юнайтед». 28 декабря 2014 года Морган был удалён в концовке домашнего матча против «Челси», который завершился вничью со счётом 1:1. 25 апреля 2015 года он получил травму колена в игре против «Тоттенхэм Хотспур» и пропустил остаток сезона.

### «Манчестер Юнайтед»
13 июля 2015 года Шнедерлен перешёл в «Манчестер Юнайтед», подписав с клубом четырёхлетний контракт. Сумма трансфера составила £25 млн. 17 июля дебютировал за «Юнайтед» в товарищеской игре против мексиканского клуба «Америка», забив единственный гол в матче. 8 августа сыграл свой первый официальный матч за «Юнайтед» в игре первого тура Премьер-лиги против «Тоттенхэм Хотспур». 18 августа Морган дебютировал в Лиге чемпионов в матче против «Брюгге». 17 октября 2015 года в матче Премьер-лиги против «Эвертона» забил свой первый гол за «Юнайтед» и был признан «игроком матча».

### «Эвертон»
12 января 2017 года игрок подписал контракт с «Эвертоном», за что ливерпульский клуб заплатил 20 миллионов фунтов. Соглашение было подписано до 2021 года, а предыдущий клуб Моргана мог получить ещё 4 млн фунтов в виде бонусов.

## Карьера в сборных
Шнедерлен выступал за национальные сборные Франции всех возрастов, кроме основной (до 16, 17, 18, 19, 20 лет и до 21 года). Последний сыграл за молодёжную сборную Франции в 2010 году, после чего на протяжении четырёх лет в сборные не вызывался.
Весной 2014 года некоторые британские спортивные СМИ сообщали, что Шнедерлен, ни разу не вызывавшийся в первую сборную Франции, может быть вызван в сборную Англии.
В 2014 году был вызван в первую сборную Франции и дебютировал за неё в товарищеском матче против сборной Ямайки 8 июня. Поехал со сборной на чемпионат мира, на котором сыграл в матче против сборной Эквадора.

### Матчи за национальную сборную Франции
| 1  | 8 июня 2014     | Пьер Моруа, Вильнёв-д’Аск       | Ямайка     | 8:0 | Товарищеский матч              |
| 2  | 25 июня 2014    | Маракана, Рио-де-Жанейро        | Эквадор    | 0:0 | Чемпионат мира. Групповой этап |
| 3  | 4 сентября 2014 | Стад де Франс, Сен-Дени         | Испания    | 1:0 | Товарищеский матч              |
| 4  | 7 сентября 2014 | Райко Митич, Белград            | Сербия     | 1:1 | Товарищеский матч              |
| 5  | 11 октября 2014 | Стад де Франс, Сен-Дени         | Португалия | 2:1 | Товарищеский матч              |
| 6  | 14 октября 2014 | Республиканский стадион, Ереван | Армения    | 3:0 | Товарищеский матч              |
| 7  | 14 ноября 2014  | Рут де Лорьян, Ренн             | Албания    | 1:1 | Товарищеский матч              |
| 8  | 26 марта 2015   | Стад де Франс, Сен-Дени         | Бразилия   | 1:3 | Товарищеский матч              |
| 9  | 29 марта 2015   | Жоффруа Гишар, Сент-Этьен       | Дания      | 2:0 | Товарищеский матч              |
| 10 | 4 сентября 2015 | Жозе Алваладе, Лиссабон         | Португалия | 0:1 | Товарищеский матч              |
| 11 | 7 сентября 2015 | Матмют Атлантик, Бордо          | Сербия     | 2:1 | Товарищеский матч              |
| 12 | 8 октября 2015  | Альянц Ривьера, Ницца           | Армения    | 4:0 | Товарищеский матч              |
| 13 | 11 октября 2015 | Паркен, Копенгаген              | Дания      | 2:1 | Товарищеский матч              |
| 14 | 13 ноября 2015  | Стад де Франс, Сен-Дени         | Германия   | 2:0 | Товарищеский матч              |
| 15 | 17 ноября 2015  | Уэмбли, Лондон                  | Англия     | 0:2 | Товарищеский матч              |

Итого: 15 матчей, 0 голов; 9 побед, 3 ничьих, 3 поражения

## Достижения

### Командные
«Саутгемптон»
- Второе место в Первой Футбольной лиге Англии (выход в Чемпионшип): 2010/11
- Второе место в Чемпионшипе (выход в Премьер-лигу): 2011/12

«Манчестер Юнайтед»
- Обладатель Лига Европы: 2016/2017
- Обладатель Кубка Англии: 2016
- Обладатель Суперкубка Англии: 2016

Сборная Франции
- Финалист чемпионата Европы: 2016

## Статистика выступлений
| Клуб              | Сезон            | Лига | Лига | Кубок страны | Кубок страны | Кубок лиги | Кубок лиги | Еврокубки | Еврокубки | Прочие | Прочие | Итого | Итого |
| Клуб              | Сезон            | Игры | Голы | Игры         | Голы         | Игры       | Голы       | Игры      | Голы      | Игры   | Голы   | Игры  | Голы  |
| ----------------- | ---------------- | ---- | ---- | ------------ | ------------ | ---------- | ---------- | --------- | --------- | ------ | ------ | ----- | ----- |
| Страсбур B        | 2005/06          | 2    | 0    | 0            | 0            | −          | −          | −         | −         | 0      | 0      | 2     | 0     |
| Страсбур B        | 2006/07          | 22   | 3    | 0            | 0            | −          | −          | −         | −         | 1      | 0      | 23    | 3     |
| Страсбур B        | 2007/08          | 13   | 2    | 0            | 0            | −          | −          | −         | −         | 6      | 0      | 19    | 2     |
| Страсбур B        | Итого            | 37   | 5    | 0            | 0            | 0          | 0          | 0         | 0         | 7      | 0      | 44    | 5     |
| Страсбур          | 2006/07          | 2    | 0    | 0            | 0            | −          | −          | −         | −         | 0      | 0      | 2     | 0     |
| Страсбур          | 2007/08          | 3    | 0    | 0            | 0            | −          | −          | −         | −         | 0      | 0      | 3     | 0     |
| Страсбур          | Итого            | 5    | 0    | 0            | 0            | 0          | 0          | 0         | 0         | 0      | 0      | 5     | 0     |
| Саутгемптон       | 2008/09          | 30   | 0    | 1            | 0            | 2          | 0          | −         | −         | 0      | 0      | 33    | 0     |
| Саутгемптон       | 2009/10          | 37   | 1    | 4            | 0            | 2          | 0          | −         | −         | 4      | 0      | 47    | 1     |
| Саутгемптон       | 2010/11          | 27   | 0    | 2            | 0            | 1          | 0          | −         | −         | 1      | 0      | 31    | 0     |
| Саутгемптон       | 2011/12          | 42   | 2    | 1            | 0            | 4          | 0          | −         | −         | 0      | 0      | 47    | 2     |
| Саутгемптон       | 2012/13          | 36   | 5    | 1            | 0            | 0          | 0          | −         | −         | 0      | 0      | 37    | 5     |
| Саутгемптон       | 2013/14          | 33   | 2    | 3            | 0            | 0          | 0          | −         | −         | 0      | 0      | 36    | 2     |
| Саутгемптон       | 2014/15          | 26   | 4    | 1            | 1            | 3          | 0          | −         | −         | 0      | 0      | 30    | 5     |
| Саутгемптон       | Итого            | 231  | 14   | 13           | 1            | 12         | 0          | 0         | 0         | 5      | 0      | 261   | 15    |
| Манчестер Юнайтед | 2015/16          | 29   | 1    | 3            | 0            | 0          | 0          | 7         | 0         | 0      | 0      | 39    | 1     |
| Манчестер Юнайтед | 2016/17          | 3    | 0    | 0            | 0            | 2          | 0          | 2         | 0         | 1      | 0      | 8     | 0     |
| Манчестер Юнайтед | Итого            | 32   | 1    | 3            | 0            | 2          | 0          | 9         | 0         | 1      | 0      | 47    | 1     |
| Эвертон           | 2016/17          | 14   | 1    | 0            | 0            | 0          | 0          | 0         | 0         | 0      | 0      | 14    | 1     |
| Эвертон           | 2017/18          | 30   | 0    | 1            | 0            | 0          | 0          | 9         | 0         | 0      | 0      | 40    | 0     |
| Эвертон           | 2018/19          | 14   | 0    | 0            | 0            | 2          | 0          | 0         | 0         | 0      | 0      | 16    | 0     |
| Эвертон           | 2019/20          | 15   | 0    | 1            | 0            | 2          | 0          | 0         | 0         | 0      | 0      | 18    | 0     |
| Эвертон           | Итого            | 73   | 1    | 2            | 0            | 4          | 0          | 9         | 0         | 0      | 0      | 88    | 1     |
| Всего за карьеру  | Всего за карьеру | 378  | 21   | 18           | 1            | 18         | 0          | 18        | 0         | 13     | 0      | 445   | 22    |